# Segunda Coligação
A Segunda Coligação (português europeu) ou Segunda Coalizão (português brasileiro) foi um conjunto de alianças e compromissos estabelecidos entre várias potências europeias (incluindo o Império Otomano) que se confrontaram com a França na fase final da Revolução Francesa. O conjunto dos confrontos entre a França e a coligação ficou conhecido como Guerra da Segunda Coligação, teve início em 1799 e prolongou-se até 1801. Formalmente, a guerra só terminou em 1802 com a assinatura do Tratado de Amiens. Contra a França uniram-se a Áustria, a Rússia, a Grã-Bretanha, o Império Otomano, o Reino de Nápoles e outras pequenas entidades políticas da península Itálica e da região da Germânica, estas últimas integradas no Sacro Império Romano-Germânico. A invasão de Portugal por um exército espanhol, em 1801, no conflito que ficou conhecido como Guerra das Laranjas, está também associada a estes acontecimentos e trata-se de uma campanha que não pode deixar de ser referida no âmbito da Guerra da Segunda Coligação.
Esta guerra, iniciada quando a França era governada pelo Diretório, terminou quando Napoleão Bonaparte era já Primeiro Cônsul. Assim, foi durante esta guerra que se realizou a transição da França Revolucionária para a França Napoleónica. As operações relativas a esta guerra decorreram em três teatros de operações: Europa Central e Países Baixos e norte da Península Itálica. Foi neste último teatro de operações que se realizou a  Segunda Campanha de Napoleão em Itália. Quando se iniciou a Guerra da Segunda Coligação, tanto os Estados Papais como o Reino de Nápoles estavam já em guerra com a França por causa da expansão desta República para sul, na península italiana. O Império Otomano encontrava-se em confronto com os franceses desde setembro de 1798, após o início da Campanha do Egito.

## Antecedentes

### Consequências do Tratado de Campoformio

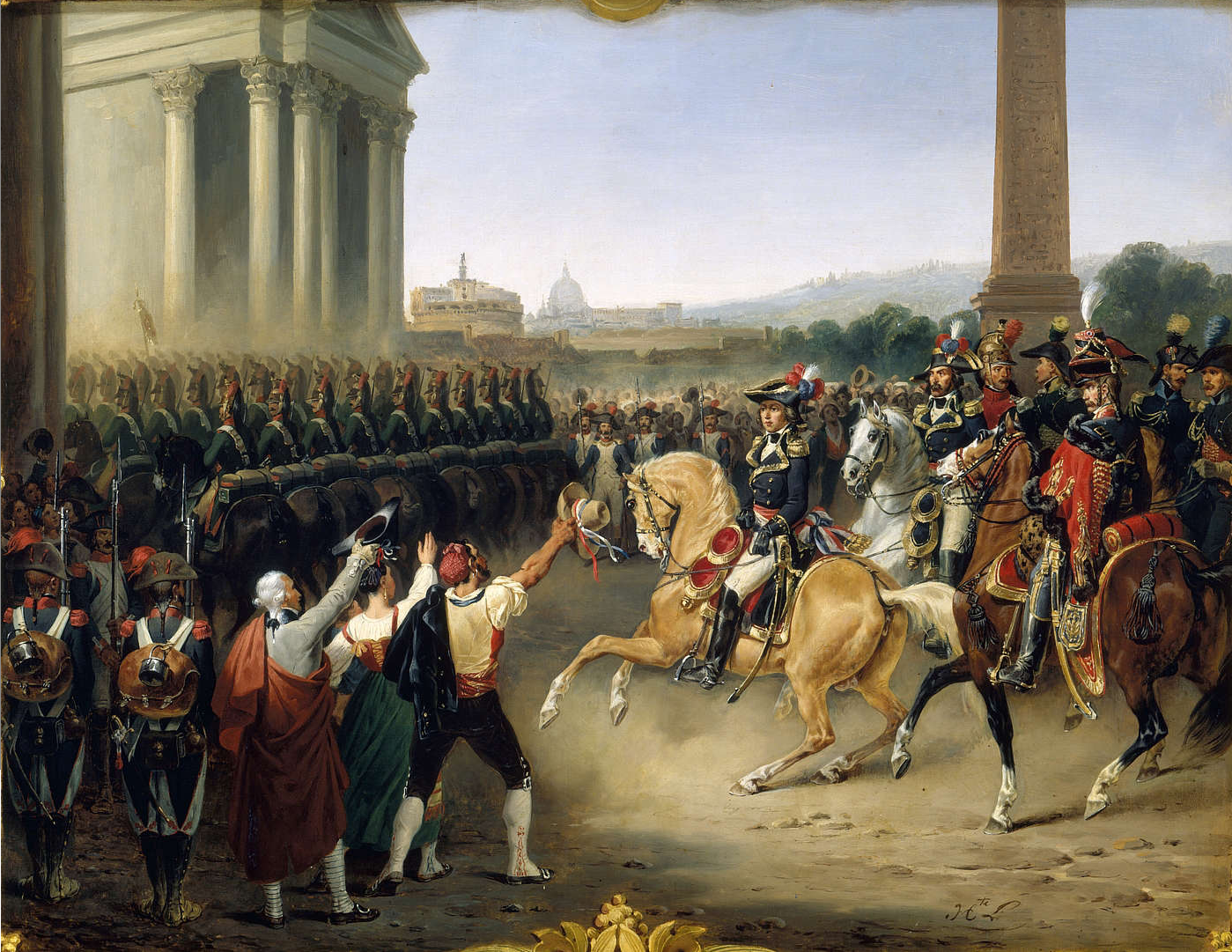
Entrada das tropas francesas em Roma, a 15 de fevereiro de 1798. Tela de Hippolyte Lecomte.

O Tratado de Campoformio, que pôs um fim formal à Guerra da Primeira Coligação, alterou o mapa político europeu. No norte de Itália, a França tinha obtido, do Reino da Sardenha, o Ducado de Saboia e o Condado de Nice pelo Tratado de Paris de 1796. Por este tratado, os franceses obtinham o direito de atravessar os territórios do Piemonte em direção ao Ducado de Milão que se encontrava sob domínio austríaco. Em compensação pela perda da Bélgica, a Áustria recebeu o território da República de Veneza, incluindo as suas possessões na Ístria e na Dalmácia. Dos territórios de Veneza, a França reteve as Ilhas Jónicas como bases navais. No final da sua primeira campanha em Itália, Napoleão reuniu na República Cisalpina os territórios que os franceses tinham dominado durante a guerra. À República de Génova foi imposto um governo de acordo com os interesses franceses e esta passou a designar-se República da Ligúria. O Ducado de Parma manteve a sua entidade política, embora sob controlo dos franceses. A República de Lucca e o Grão-Ducado da Toscana mantiveram a sua independência. Os Estados Papais perderam para a República Cisalpina alguns territórios: Romanha, Bolonha e Ferrara.
Francisco I da Áustria cedeu os Países Baixos Austríacos (Bélgica) à França e, na qualidade de imperador do Sacro Império Romano-Germânico (como Francisco II) cedeu os territórios alemães da margem esquerda do rio Reno. A França atingia, assim, as chamadas fronteiras naturais, isto é, avançou as fronteiras até aos limites geográficos materializados pelo rio Reno, pelos Alpes e pelos Pirenéus. A França prometeu à Áustria que usaria a sua influência para ajudar o imperador Francisco II a obter Salzburgo e parte da Baviera. A República Batava (Holanda) tinha sido criada pelos patriotas holandeses, com o apoio das forças francesas invasoras, em 16 de maio de 1795 e, desde essa data, manteve-se um Estado satélite da França.

### Expansão francesa em Itália
Em setembro de 1791, os franceses tinham anexado Avinhão e o Condado Venaissino, territórios pontifícios. Esta facto agravou as relações entre a França revolucionária e a Santa Sé. As conquistas francesas durante a guerra foram mantidas sob a forma daquelas repúblicas irmãs, que mais não eram que Estados satélites de França. Após a assinatura do Tratado de Campoformio era suposto manter o status quo, mas os franceses iniciaram um período de expansão na Itália. Em 1796, Bolonha e Ferrara, a norte dos Estados Pontifícios, foram colocadas sob controlo da República Cisalpina. Em dezembro de 1797, em Roma, registaram-se algumas manifestações durante as quais foi assassinado o general francês Léonard Mathurin Duphot, que para ali se tinha dirigido com o embaixador francês José Bonaparte, a fim de tentarem incitar e apoiar uma revolta republicana. Este incidente foi o pretexto para os franceses enviarem o seu Exército de Itália, sob o comando do general Louis-Alexandre Berthier. Os Estados Pontifícios foram ocupados, as tropas francesas foram aclamadas como libertadoras pelos democratas romanos e, a 12 de fevereiro de 1798, foi estabelecida a República Romana. O papa Pio VI foi feito prisioneiro, enviado para Siena e daí para Valença, onde morreu no ano seguinte. Em 1798, Maria Carolina da Áustria influenciou o seu marido, o rei Fernando IV de Nápoles, a invadir a República Romana. As tropas napolitanas ocuparam Roma mas os franceses contra-atacaram e, no dia 20 de janeiro de 1799, o general Jean Étienne Championnet atacou Nápoles. No dia 23 de janeiro foi proclamada a República Napolitana, que os franceses foram obrigados a abandonar a meio desse mesmo ano de 1799.

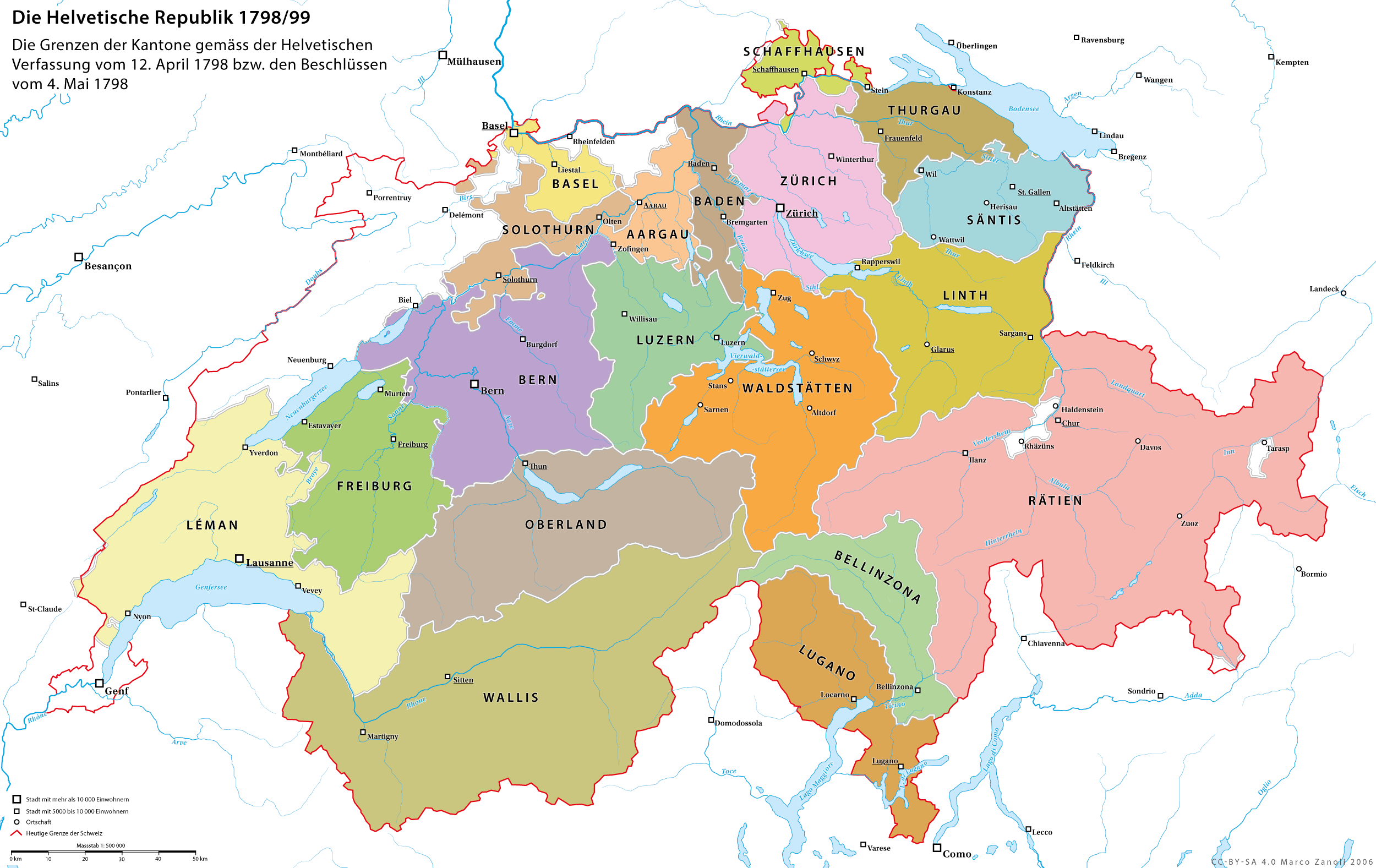
Os limites dos cantões de acordo com a Constituição Helvética de 12 de abril 1798 e as resoluções de 04 de maio de 1798. Os territórios marcados com traços cinzentos paralelos e inclinados são os territórios que, em 1798 e 1799, estavam anexados pela França e pela República Cisalpina.

### Expansão francesa na Suíça
Em abril de 1798, os franceses ocuparam a Suíça, onde a Revolução Francesa teve uma forte repercussão. Uma série de revoltas registaram-se em diversos cantões da Suíça. Durante esse conflito interno, o político suíço Frederico César de La Harpe propôs a intervenção de tropas francesas com a finalidade de impor os princípios revolucionários em todos os cantões. No início do ano de 1798, as tropas francesas entraram no cantão de Vaud, que tinha proclamado a independência e, a partir daí, foi feita a ocupação de toda a Suíça. Estes acontecimentos conduziram à proclamação da República Helvética a 12 de abril de 1798, organizada segundo o modelo francês. No dia 19 de agosto de 1798, a República Helvética e a República Francesa assinaram um tratado de defesa mútua. A França, entretanto, tinha anexado os cantões de Genebra, Neuchâtel, Berna e o território do bispo de Basileia, atual Jura.

### A Campanha do Egito
Em maio de 1798, partiu de Toulon uma frota com o Exército do Oriente, sob comando de Napoleão Bonaparte. Tinha início a Campanha do Egito. A ilha de Malta foi ocupada a 10 de junho de 1798 e, no dia 1 de julho, o exército francês iniciou o desembarque perto de Alexandria, na costa mediterrânica do Egito. Estas ações tiveram duas consequências. No que respeita a Malta, os Cavaleiros Hospitalários expulsos da ilha pediram auxílio a Paulo I da Rússia e elegeram-no grão-mestre da ordem, sem que disso fosse impedimento o facto de ele pertencer à Igreja Ortodoxa. Sendo a Rússia uma potência com fortes interesses no Império Otomano, via também com grande alarme a presença de forças francesas no Egito. Para a Rússia, era importante travar este expansionismo francês. A outra consequência foi  a declaração de guerra do Império Otomano à França, a 2 de setembro de 1798. No início do ano de 1799, Napoleão avançou pela Síria otomana e pôs cerco a Acre. A expedição na Síria terminou em julho desse mesmo ano e, em setembro, Napoleão e alguns dos seus colaboradores abandonaram o Egito e dirigiram-se para França. A justificação para esta atitude que lhe poderia ter custado a carreira foi a situação difícil em que se encontrava a França na guerra que se travava contra as potências da Segunda Coligação.

## Formação da Segunda Coligação
Quando Napoleão partiu para o Egito, em maio de 1798, a posição da França parecia segura. A República Francesa tinha as suas fronteiras delimitadas pelos seus limites naturais, o rio Reno, os Alpes e os Pirenéus. Em 1795 tinha sido formada a República Batava, assim as fronteiras francesas eram fortalecidas por um estado satélite. No norte de Itália, a anexação de Nice e a criação de outro estado satélite, a República da Ligúria, tinham permitido aos franceses controlar a rota costeira para a Itália. Pela República da Ligúria, os franceses tinham acesso à República Cisalpina, outro estado satélite, que dominava o vale do Pó. A influência austríaca estava limitada ao território a norte do rio Ádige. O caminho estava aberto para “libertar” a Itália Central e do Sul.

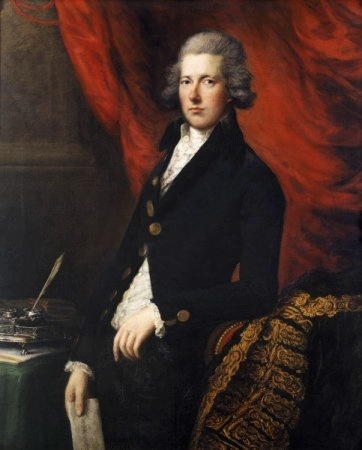
William Pitt, o Novo, primeiro ministro britânico que propôs a formação da Segunda Coligação

O avanço francês em direção ao Sul de Itália, a posse das Ilhas Iónicas e de Malta e, em 1799, a expedição da Síria, fazia com que o domínio francês do Levante começasse a parecer uma possibilidade. Ora, o território do Império Otomano e, especialmente, os estreitos do Bósforo e de Dardanelos eram preocupação especial dos russos porque asseguravam a saída do mar Negro para o Mediterrâneo. Os russos e os otomanos tinham-se enfrentado em vários conflitos, o último dos quais a Guerra Russo-Turca (1787—1792), em que a Rússia procurara sempre assegurar o acesso ao Mediterrâneo a partir do mar Negro. A possibilidade de aquela região vir a ser controlada pelos franceses era motivo de preocupação para Paulo I da Rússia, que, assim, recebeu com satisfação uma sugestão do governo britânico para assumir a liderança na organização de uma coligação contra a França.
Em novembro de 1798, William Pitt, primeiro ministro britânico, enviou a São Petersburgo, capital do Império Russo, uma proposta que continha o programa do que viria a ser a Segunda Coligação. Nessa proposta, Pitt convidava Paulo I da Rússia a assumir a liderança na promoção e organização da coligação. O governo britânico defendia que a França deveria voltar às suas fronteiras anteriores à Revolução; defendia também que fosse restaurada a independência da República Holandesa (designada República Batava na época que estamos a tratar) e, para isso, convinha torná-la mais forte para poder enfrentar uma possível futura invasão pelos franceses. A fórmula proposta para fortalecer a República Holandesa era a união com as províncias belgas do norte. Não sendo prevista, desta forma, a restituição da totalidade da Bélgica à Áustria, esta seria compensada recebendo territórios em Itália. Aqui, seria restaurado o Reino da Sardenha e Piemonte, que, fortalecido com a recuperação da Saboia, controlaria as passagens da França para Itália. Também a Suíça deveria recuperar a sua independência e os territórios que a França tinha anexado.
A Prússia estava na altura mais preocupada com os acontecimentos na Polónia, com quem tinha fronteira a Este. A Polónia tinha sido sujeita a três partilhas. A última ocorrera em 1795 e o território polaco ficou sob controlo da Rússia, da Áustria e da Prússia. A Prússia não se juntou à Segunda Coligação apesar de terem sido oferecidas compensações na Alemanha. Os planos para fazer sair os franceses dos territórios alemães, da Holanda, da Itália e da Suíça foram então elaborados pelas três principais potências que formaram a coligação: Grã-Bretanha, Rússia e Áustria. As ações militares da Coligação iniciaram-se em março de 1799.

## Portugal na Guerra da Segunda Coligação
Portugal foi envolvido no conflito em 1801, na chamada Guerra das Laranjas, ao ser invadido por forças espanholas. Na realidade, existia um estado de guerra entre Portugal e a França desde 1793, quando teve início a participação portuguesa na Campanha do Rossilhão, no âmbito da Guerra da Primeira Coligação. Sendo uma potência aliada da Inglaterra, Portugal garantia, com esta aliança, as comunicações com os seus territórios ultramarinos. Atacar Portugal e ameaçar ocupar o seu território era, para Napoleão, uma forma de ganhar uma posição mais favorável nas negociações com a Inglaterra quando chegasse o fim da guerra. Neste sentido, o governo espanhol foi pressionado para organizar, com o apoio francês, um exército para invadir Portugal. Assim, o estado de guerra que perdurava desde 1793 materializou-se novamente em ações militares, agora no território português, que foi parcialmente ocupado. A ameaça de anexar todo o território apressou as negociações de paz entre a França e a Grã-Bretanha.

## A guerra
Os acontecimentos históricos são sempre muito complexos, mesmo quando procuramos ver apenas alguns dos seus aspetos particulares. Essa complexidade obriga-nos, para mais fácil compreensão, a sistematizá-los de acordo com determinadas referências. Nesse trabalho de sistematização, alguns autores tomam como referência a subida de Napoleão Bonaparte ao poder, como Primeiro Cônsul. Isso aconteceu a 9 de novembro de 1799 e este acontecimento marca, assim, a separação entre as Guerras da Revolução Francesa e as Guerras Napoleónicas. De acordo com esta metodologia, dividimos as guerras da Segunda Coligação em dois períodos: período anterior a Napoleão e período napoleónico.

### Período anterior a Napoleão

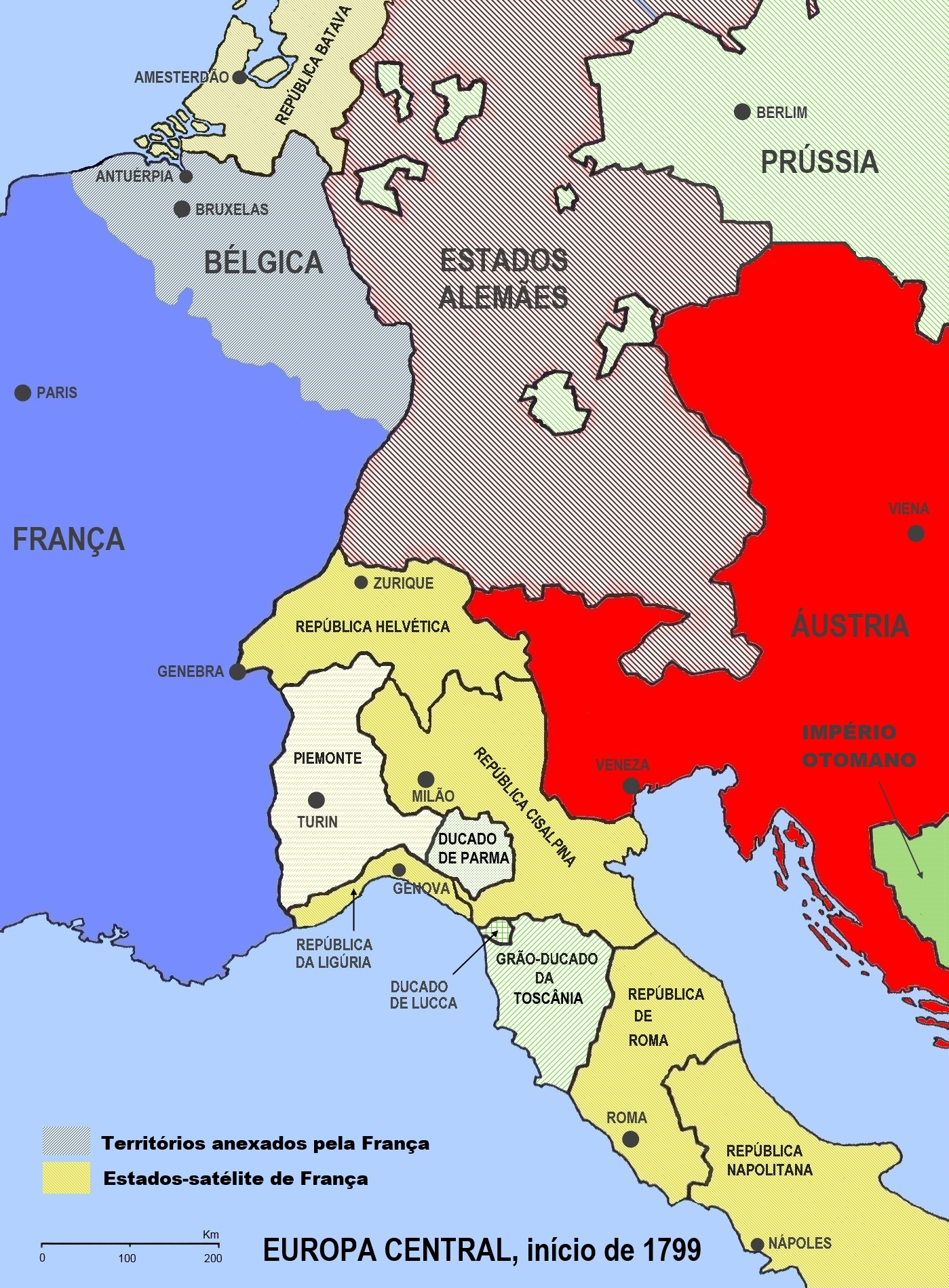
Situação nos teatros de operações da Europa Central no início de 1799

As potências que tinham formado a Segunda Coligação elaboraram um plano de ação contra a França. Esse plano previa desencadear ações ofensivas em três frentes: na Holanda, um exército anglo-russo sob o comando do duque de Iorque expulsaria os franceses; na Alemanha e na Suíça, um exército austríaco sob o comando do arquiduque Carlos obrigaria os franceses a abandonar os territórios ocupados; da Itália, os franceses seriam expulsos por um exército austro-russo sob o comando do marechal Alexander Suvarov. Este confronto englobava cerca de 300 000 homens do lado da Coligação (sem contar com os cerca de 60 000 do Reino de Nápoles, de fraca qualidade) e cerca de 200 000 do lado dos franceses. Estes começaram a incorporar legiões dos estados-satélite para os seus exércitos (Holanda, Piemonte, Itália e Suíça). As operações militares tiveram início na Itália.

#### A guerra na Itália
Durante a Guerra da Primeira Coligação, o Reino de Nápoles fez a paz com a Primeira República Francesa a 10 de outubro de 1796. Após o final daquela guerra e depois de assinado o Tratado de Campoformio, os franceses continuaram a expansão na Itália ameaçando as entidades políticas ainda independentes. Por esta razão, o Reino de Nápoles estabeleceu uma aliança com a Áustria a 9 de maio de 1798. Nesse mesmo ano, a 12 de fevereiro, tinha sido proclamada a República Romana e, no dia 29 de novembro, um exército napolitano, sob o comando do general austríaco Karl Mack von Leiberich, capturou Roma. Os franceses reagiram de imediato e ao fim de quinze dias as tropas napolitanas tinham sido expulsas da República Romana. Era opinião geral que o exército napolitano seria o pior da Europa, tanto no que respeita à disciplina como em combate. As deserções era muito numerosas. Com o avanço francês, as tropas napolitanas entraram em pânico e, no dia 11 de janeiro de 1799, o general Mack desertou para as linhas francesas para fugir às tropas amotinadas. O comandante das forças francesas, general Jean-Étienne Vachier-Championnet, avançou então para Nápoles, conquistou a cidade (24 de janeiro) e fundou a República Napolitana.
Em março de 1799, o general francês Barthélemy Louis Joseph Schérer marchou ao longo do rio Ádige e atacou as forças austríacas sob o comando do general Pál Kray. O objectivo de Schérer era derrotar aquelas forças austríacas antes da chegada do exército austro-russo sob o comando do general Alexander Suvorov. No dia 26 de março deu-se o encontro entre as duas forças na região de Pastrengo, uma aldeia do norte de Itália na margem ocidental do Ádige. Os franceses derrotaram os austríacos. Nesse mesmo dia houve combates em Verona, com resultados inconclusivos, e Legnano, com uma vitória dos austríacos. Estes, no dia 30 de março, obtiveram uma vitória nos combates em Perona e, no dia 5 de abril, perto de Castel d'Azzano, deu-se a Batalha de Magnano, uma derrota para Schérer, que foi obrigado a retirar em desordem.

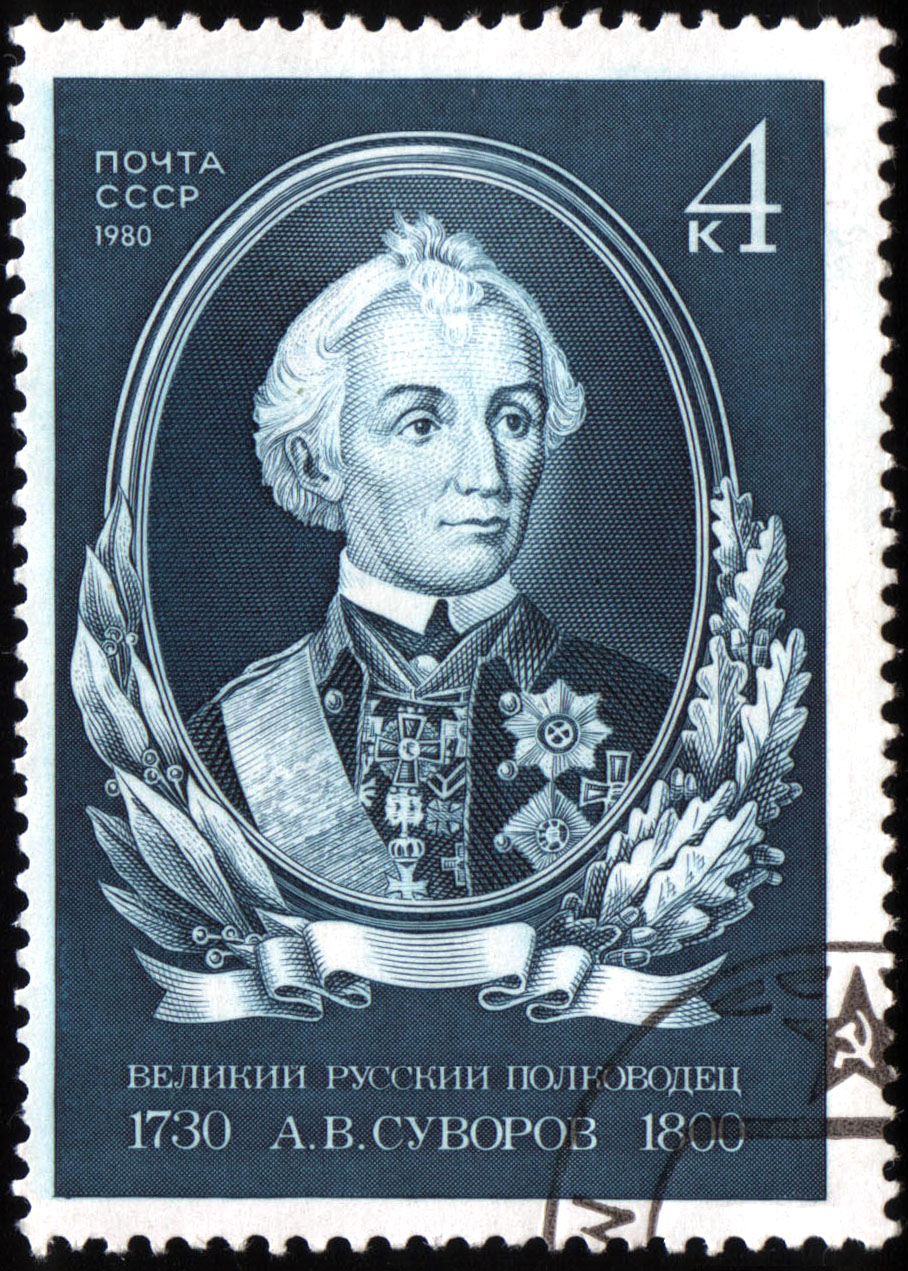
Alexander Vasilyevich Suvorov, comandante do exército austro-russo no norte de Itália

Após esta vitória do general Kray em Magnano, Suvarov chegou ao norte de Itália com o exército russo e assumiu o comando das forças da Coligação ali presentes, isto é, cerca de 90 000 homens, e de imediato iniciou a ofensiva contra os franceses. No dia 21 de abril, a guarnição francesa de Bréscia rendeu-se às tropas austro-russas. No dia seguinte, em Lecco, registaram-se combates entre tropas russas e francesas e estas continuaram a retirar. Suvarov deixou o general Kray com 20 000 homens a cercar Mântua e Peschiera e, a 27 de abril, atacou os Franceses em Cassano. As forças francesas, sob o comando do general Jean Victor Marie Moreau, que substituiu o general Schérer, foram derrotadas na Batalha de Cassano e obrigadas a retirar. No dia seguinte, Suvarov entrou em Milão e daí seguiu para Turim, que ocupou a 20 de junho. Suvarov não perseguiu as forças francesas em retirada. As forças da Coligação ficaram então dispersas pelo norte de Itália, pondo cerco a várias praças que ainda eram controladas por guarnições francesas.
Entretanto, o exército francês no Sul de Itália, 35 000 homens sob comando do general Jacques MacDonald, dirigiu-se para norte. Durante esta marcha, o general Moreau manobrou a partir de Génova a fim de desviar a atenção de Suvarov daqueles reforços vindos de sul. O resultado foi o de o exército de Suvarov ficar posicionado entre dois exércitos franceses, o de Moreau e o de MacDonald. As tropas de Suvarov encontravam-se muito dispersas. O general russo reuniu cerca de 25 000 homens e, de surpresa, lançou um ataque ao exército de MacDonald. A Batalha de Trebbia, travada entre 17 e 20 de junho, foi uma importante vitória das tropas austro-russas sobre as forças francesas, que sofreram baixas pesadíssimas: 2 000 mortos, 7 500 feridos, 7 000 prisioneiros e alguma artilharia. As baixas da Coligação foram muito menores (3 559 no total). Em seguida, Suvarov atacou o exército de Moreau, que tinha derrotado um corpo de tropas austríaco na Batalha de Cassina Grossa a 20 de junho. Os franceses recuaram para a Riviera Italiana (costa do Golfo de Génova) onde tinham a sua principal linha de comunicações com a França.
Perante estes acontecimentos, o Diretório substituiu Moreau pelo general Barthélemy Catherine Joubert. Em agosto, com um efetivo de cerca de 35 000 homens, Joubert lançou um ataque contra Suvarov, que dispunha de uma força de aproximadamente 50 000. No decorrer da Batalha de Novi a 15 de agosto, Joubert foi morto e o seu exército derrotado com pesadas baixas (11 000 franceses para 8 000 russos e austríacos). O exército da Coligação não perseguiu o exército francês em retirada, pois o Exército dos Alpes (francês), com cerca de 30 000 homens, sob o comando do general Jean Étienne Championnet, tinha entrado na Itália pelo Passo do Monte Cenis.
Antes do confronto seguinte entre as forças da Coligação e as forças francesas, Suvarov recebeu ordens para, com 20 000 homens do exército russo, dirigir-se para a Suíça. O exército da Coligação em Itália ficou sob o comando de um oficial austríaco, o marechal Michael von Melas. As forças da Coligação derrotaram o exército do general Championnet na Batalha de Genola a 4 de novembro. Perto do fim do ano, quase todos os ganhos obtidos durante a Primeira Campanha de Napoleão em Itália tinham sido perdidos e isso ficou a dever-se quase inteiramente ao marechal Suvarov. Além destas ações militares descritas, verificaram-se numerosos cercos e combates de menor importância entre as forças em confronto (ver Cronologia da Segunda Coligação).

#### A guerra na Alemanha

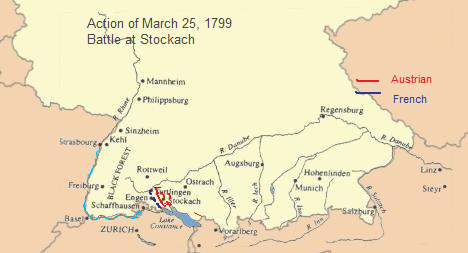
Localização dos movimentos na Batalha de Stockach, vitória austríaca sobre as tropas francesas em território alemão

Em março de 1799, o Exército de Mayance, um dos exércitos franceses da Revolução, com cerca de 40 000 homens e sob comando do general Jean-Baptiste Jourdan, iniciou a ofensiva francesa na Alemanha, atravessou o rio Reno em Kehl e Hüningen e avançou pela Floresta Negra. O primeiro confronto com as forças austríacas, cerca de 80 000 homens sob o comando do arquiduque Carlos da Áustria-Teschen, deu-se no dia 21 de março em Ostrach, uma aldeia no sul da Alemanha, o que resultou numa derrota para os franceses. Este resultado não impediu Jourdan de ordenar imediatamente um ataque contra a ala direita austríaca. A Batalha de Stockach, travada a 25 de março, foi uma vitória dos franceses, que, no entanto, não impediu o contra-ataque austríaco. Este foi lançado contra o centro do dispositivo de Jourdan. As baixas foram mais elevadas do lado austríaco (6 000) do que do lado francês (3 600), mas a ofensiva francesa perdeu o ímpeto e parou. Perante forças superiores, Jourdan retirou ao anoitecer do dia 26, em ordem, para a região do Reno.
Quando terminou a retirada, Jourdan resignou do seu cargo e foi substituído pelo general André Masséna. Durante o resto do ano não houve mais ações militares de relevo. Registaram-se recontros na região sudoeste da Alemanha em Mannheim (18 de setembro – vitória austríaca), Philippsburg (16 de novembro – vitória francesa) e Wiesloch (3 de dezembro – vitória austríaca). Ambas as partes estavam mais preocupadas com as operações na Suíça e na Holanda.

#### A guerra na Holanda
No dia 27 de agosto de 1799, a Coligação desembarcou na República Batava (Holanda) uma força britânica de 27 000 homens, sob o comando do Duque de Iorque. A expedição britânica desembarcou na península da Holanda do Norte, imediatamente a sul da ilha de Texel. O primeiro confronto foi com as tropas da República Batava, no dia do desembarque, em Groët-Keeten, uma aldeia no Noroeste da Holanda, cerca de 9 km a sul da cidade de Den Helder. Os britânicos derrotaram as forças batavas e, no dia seguinte, o major-general sir John Moore ocupou Den Helder e o estaleiro naval, onde capturou 97 bocas-de-fogo de artilharia, muitos abastecimentos e 13 navios. No dia 30 de agosto, mais 12 navios da República Batava renderam-se sem luta. Estes navios foram incorporados na Royal Navy.

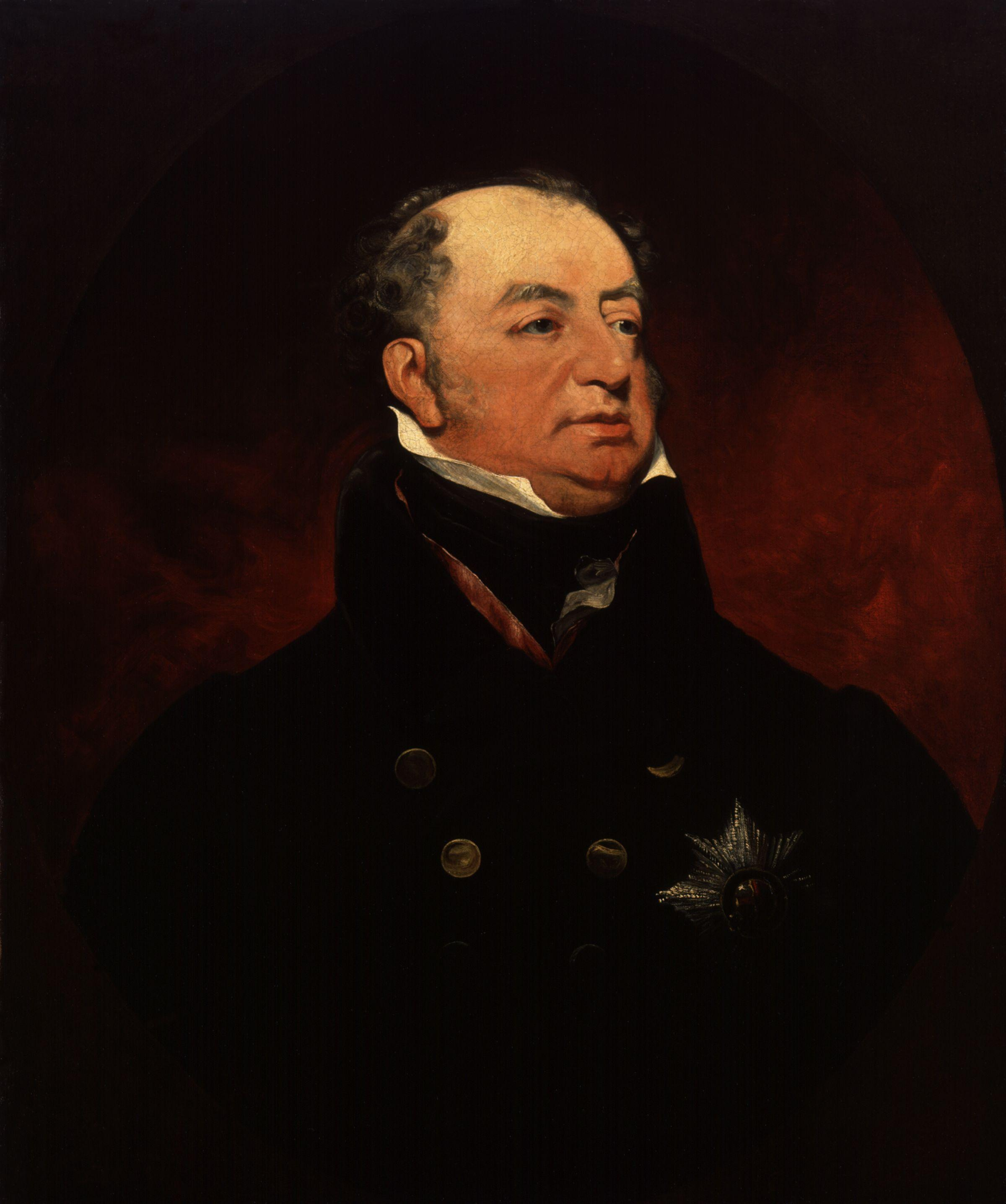
Frederico, Duque de Iorque e Albany, comandante da expedição anglo-russa que desembarcou na Holanda em 1799

Assim que foi reforçado com duas divisões russas, o duque de Iorque passou a dispor de uma força de 35 000 homens e tomou a ofensiva. No dia 10 de setembro, em Zyper-Sluis, um ponto de controlo da água no sistema de drenagem na Holanda do Norte, a oeste de Alkmaar, houve novos combates com as forças batavas e francesas. Apesar da superioridade numérica das tropas franco-batavas, os britânicos, sob o comando do tenente-general sir Ralph John Abercromby, obtiveram uma vitória. O avanço continuou e, no dia 19 de setembro, deu-se a Batalha de Bergen. A falta de coordenação entre as tropas russas e britânicas conduziu à derrota das forças da Coligação, que foram obrigadas a recuar. No entanto, duas semanas mais tarde, as tropas do duque de Iorque reiniciaram a ofensiva.
No dia 2 de outubro, 11 m a oeste de Alkmaar, foi travada a Batalha de Egmond-aan-Zee. Desta vez, a expedição anglo-russa obteve uma vitória sobre as forças francesas e batavas. Tirando partido da vantagem obtida, o duque de Iorque continuou o avanço para sul. No dia 6, no entanto, uma força franco-batava com cerca de 24 000 homens lançou uma ação ofensiva sobre os invasores ao longo das dunas da costa do mar do Norte. Novamente, a falta de ligação entre as forças russas e britânicas conduziu à derrota das tropas da Coligação na Batalha de Castricum. O duque de Iorque entendeu então que não dispunha de tropas suficientes para expulsar os franceses da Holanda e retirou para norte. Ficava cumprida a missão de destruir ou capturar a frota holandesa. No dia 18 de outubro foi assinada a Convenção de Alkmaar, acordo concluído entre os comandantes militares presentes e pelo qual as tropas da Coligação aceitavam sair da República Batava. Nas semanas a seguir à assinatura da Convenção, as tropas britânicas e russas foram transportadas para a Grã-Bretanha.

#### A guerra na Suíça e nos Alpes
Em março de 1799, Massena, no comando do Exército da Suíça (Armée d'Helvétie), dispunha de 30 000 homens na Suíça Central. A sua missão era avançar pelas regiões montanhosas de Vorarlberg e Grisons e cobrir o flanco direito do exército de Jourdan na Alemanha. No dia 6 de março, derrotou os austríacos em Maienfeld e, no dia seguinte, capturou a maior parte da força austríaca em Chur, na região de Grisons. Os combates repetiram-se em vários locais, quase sempre com vitória do lado francês. Entretanto, Massena enviou parte das suas forças, um corpo de 10 000 homens, sob comando do general Claude Lecourbe, para o vale do rio Inn, no Tirol. A esta força juntou-se um corpo de tropas francesas do Exército de Itália.
Na Alemanha e na Itália, ou seja, nos flancos esquerdo e direito do Exército da Suíça, os exércitos franceses sofreram importantes derrotas e foram obrigados a retirar. Desta forma, o exército de Massena ficava com os flancos expostos. No vale do Inn, o general Lecourbe foi atacado pelas tropas austríacas e foi obrigado a recuar para o Reno superior. Massena manteve o comando do seu exército e assumiu também o comando do exército de Jourdan, que tinha sido derrotado. Ficava assim responsável pela defesa da linha do Reno a sul de Mogúncia e da Suíça. Com o seu principal corpo de tropas, cerca de 45 000 homens, retirou lentamente em direção a Zurique. À sua frente encontravam-se o arquiduque Carlos e o general Friedrich Freiherr von Hotze com 80 000 homens.

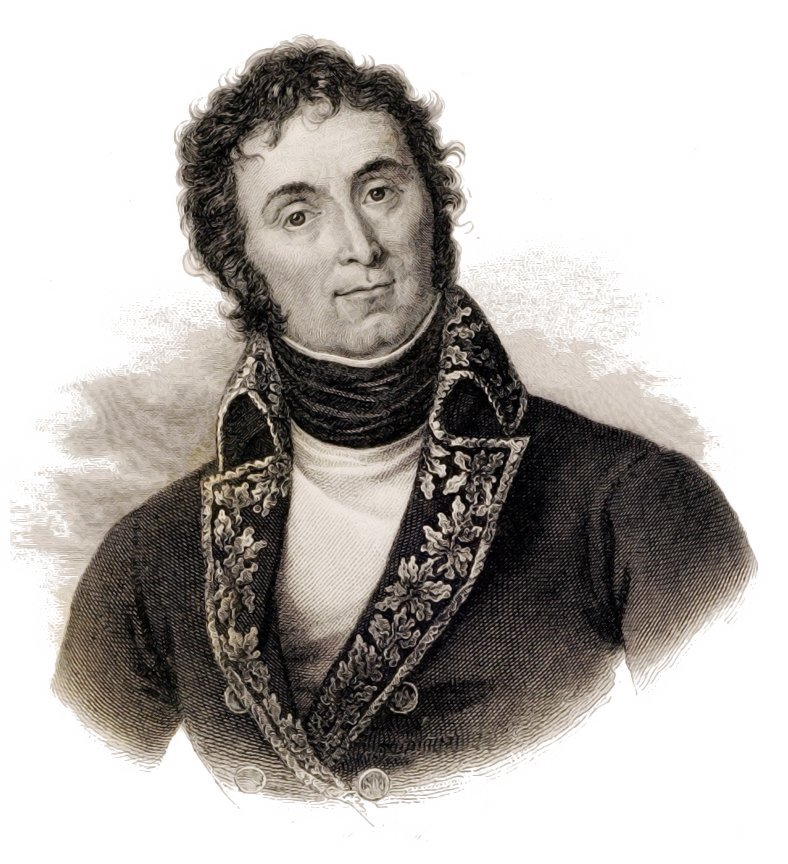
André Massena, o general francês que conseguiu expulsar os austríacos e os russos da Suíça

Massena entrincheirou as suas tropas. Os austríacos lançaram o ataque no dia 4 de junho. A Primeira Batalha de Zurique foi uma vitória dos austríacos, que, no entanto, sofreram o maior número de baixas. Os franceses retiraram para oeste. Os combates seguintes só se verificariam a meados de agosto com escaramuças e combates de menor dimensão, quando Massena retomou a ofensiva. No dia 14 de agosto, os franceses lançaram uma ofensiva sobre Zurique mas não tiveram sucesso. Entretanto, os aliados da Coligação fizeram novos planos que implicavam uma redistribuição das forças. Assim, o arquiduque Carlos deveria marchar para norte, a fim de se juntar ao exército anglo-russo do duque de Iorque, que tentava expulsar os franceses da Holanda. Com a partida do arquiduque Carlos para norte, ficaram na Suíça cerca de 40 000 homens da força russa sob o comando do general Alexandre Mikhailovich Rimsky-Korsakov. Para compensar esta perda de efetivos e para expulsar os franceses, o exército russo de Suvarov recebeu ordem para marchar para a Suíça.
Massena antecipou-se aos planos da Coligação. O general Lecourbe, com uma força de 12 000 homens, ficou a guardar o Passo de São Gotardo, nos Alpes. No dia 25 de setembro, Massena atacou as posições russas em Zurique. A Segunda Batalha de Zurique foi uma vitória dos franceses. O exército de Korsakov aguardava a chegada de Suvorov. Este, ao atingir o Passo de São Gotardo, encontrou-o bloqueado pelas tropas francesas. Suvorov lançou um ataque para abrir caminho, o que conseguiu à custa de elevadas baixas. Entretanto, teve conhecimento da derrota de Korsakov em Zurique e, perante estas notícias, nada tinha a fazer na Suíça. Decidiu então marchar ao longo dos Alpes para Ilanz, cidade suíça na margem do Reno superior. O Czar Paulo I demitiu Suvorov das suas funções. Por seu lado, o arquiduque Carlos, ao tomar conhecimento do resultado da Segunda Batalha de Zurique e da derrota do exército do duque de Iorque, manteve-se na Alemanha.
O ano de 1799 terminou com maus resultados para ambas as partes. Os franceses tiveram de lutar para não perder a totalidade das suas anteriores conquistas, mas foram obrigados a sair de Itália. Os aliados, por seu lado, falharam nos seus objetivos e a Rússia, descontente com as derrotas sofridas e pelo facto de forças britânicas terem capturado e ocupado Malta, retirou-se da Segunda Coligação. No Egito, Napoleão entendeu que não podia levar por diante o seu projeto de expulsar os britânicos da Índia e regressou a França.

### Período napoleónico

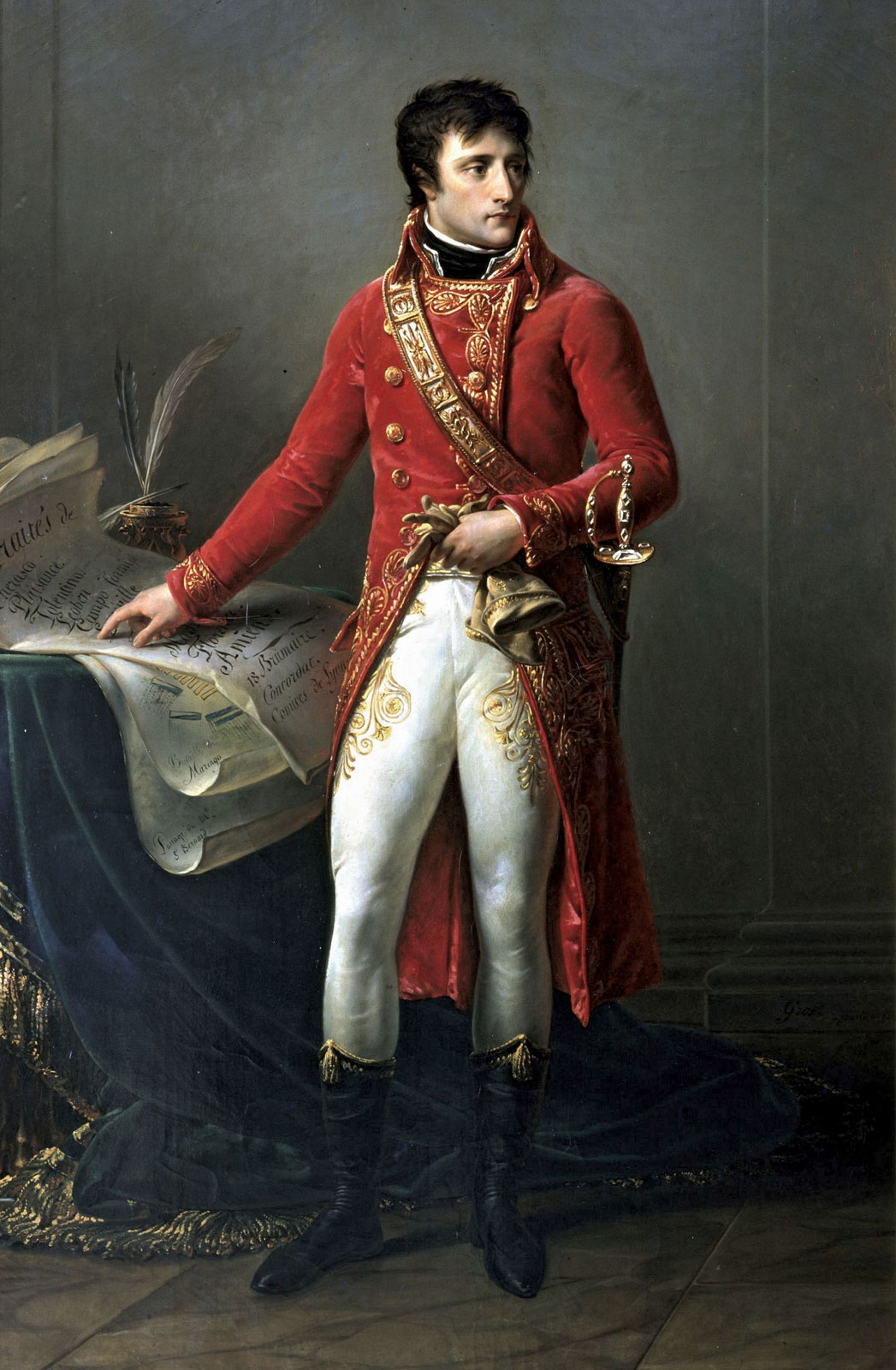
Napoleão Bonaparte, Primeiro Cônsul; óleo sobre tela de Antoine-Jean Gros.

Napoleão Bonaparte chegou a França a 9 de outubro de 1799 e, no dia 16 desse mês, entrou em Paris. Aí se manteve até 6 de maio de 1800, quando marchou para Itália. Entre outubro de 1799 e maio de 1800, mudaram muitas coisas em França. O Diretório, enfraquecido, caiu com o golpe militar 18 de Brumário e o poder ficou concentrado nas mãos de três cônsules: Napoleão Bonaparte (Primeiro Cônsul), Roger Ducos, e Emmanuel Joseph Sieyès. A guerra não tinha terminado, mas as operações militares estavam paradas e as posições da França e da Segunda Coligação mantinham-se inalteradas desde 1799. Apenas se registaram alguns combates na Itália meridional, no Egito e na Irlanda, onde os franceses desembarcaram algumas tropas que acabaram por ser capturadas. No mar, a França estava também empenhada na chamada quase-guerra, isto é, uma situação de guerra não declarada com os Estados Unidos da América. No início do seu poder político, Napoleão ofereceu paz aos aliados, mas este gesto foi recusado porque a França, apesar de ter perdido as suas anteriores conquistas no norte de Itália, continuava a ocupar territórios para além do que era aceite pelas potências europeias.
As ações militares foram reiniciadas em abril de 1800. Os austríacos planearam expulsar os franceses dos territórios que ainda ocupavam na Itália. Para isso, o general Pál Kray von Karajova, com um exército de 120 000 homens, recebeu a missão de defender o território alemão. Os austríacos previam ali uma ofensiva do exército francês sob o comando do general Jean Victor Marie Moreau, com cerca de 100 000 homens, ao longo do Reno superior, na Suíça e na Alsácia. Para sul, outro exército austríaco com 100 000 homens, sob comando do general Michael von Melas, tinha a missão de derrotar os 40 000 homens sob o comando de Massena na costa da Riviera em Itália. Perante esta situação, Napoleão considerou duas modalidades de ação: (1ª) combinar o recém-criado Exército de Reserva com o de Moreau e lançar uma ofensiva na Alemanha a partir da Suíça, com o objetivo de cortar a linha de comunicações do general Kray com Viena ou (2ª) invadir a Itália a partir da Suíça e derrotar o exército de Melas, que ficaria encurralado entre o exército de Napoleão e o exército de Massena. Foi escolhida a segunda modalidade de ação.
Esta segunda fase da guerra decorreu, portanto, em duas frentes, Alemanha e Itália. Nesta última frente encontramos como figura central Napoleão Bonaparte, na sua segunda campanha em Itália. Para além das campanhas que decorreram nestes dois teatros de operações, foi no final desta fase que se deu a invasão de Portugal, no conflito que ficou conhecido como Guerra das Laranjas.

#### A guerra na Itália

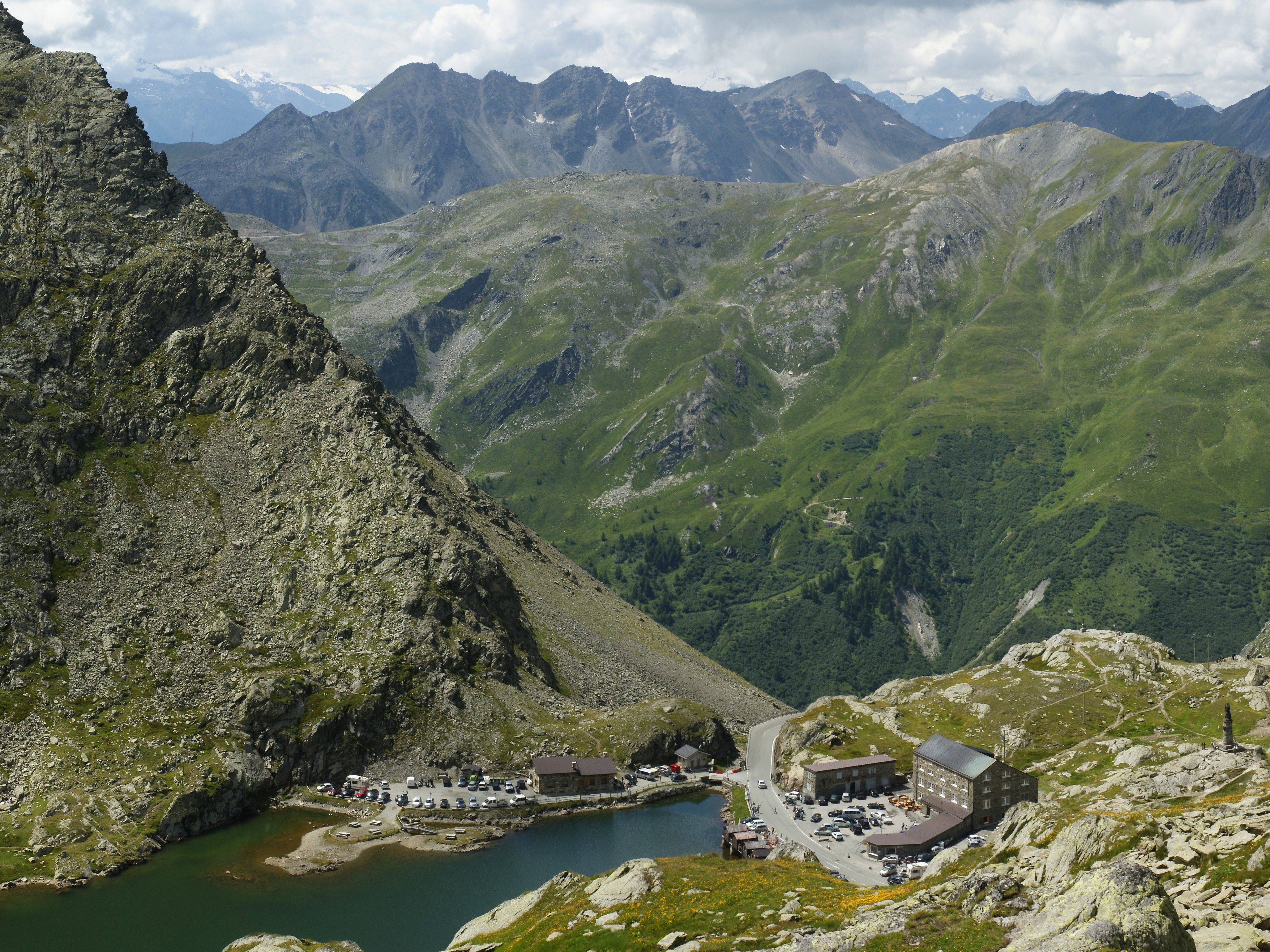
O passo do Grande São Bernardo, na fronteira entre a Itália e a Suíça, foi o principal percurso das tropas francesas maio de 1800

Desde o dia 6 de abril de 1800 que as forças francesas na Itália começaram a sofrer derrotas sucessivas frente aos austríacos, que tinham lançado uma ofensiva com o objetivo de se apoderarem da costa italiana da Riviera. O exército de Massena, por razões de subsistência, foi obrigado a dispersar. Massena, com 12 000 homens, foi empurrado para a praça de Génova, onde foi cercado pelo general austríaco Karl Ott, com 24 000 homens. O general Melas perseguiu as restantes forças francesas, sob comando do general Louis-Gabriel Suchet, para além de Nice, no vale do rio Var. Napoleão Bonaparte apressou a concentração do Exército de Reserva em Genebra, na Suíça. Este exército tinha apenas 37 000 homens, pelo que Bonaparte enviou ordens a Moreau para destacar uma parte das suas tropas para o teatro de operações de Itália.
Entre 14 e 24 de maio, o Exército de Reserva atravessou o passo do Grande São Bernardo, entrou no planalto da Lombardia e Bonaparte apoderou-se de Milão. Contava que Massena resistisse e até lançasse uma ação ofensiva enquanto o Exército de Reserva cortava as linhas de comunicações do exército austríaco. Melas, ao tomar conhecimento da entrada de Bonaparte em Itália, abandonou Nice e dirigiu-se para norte. Entretanto, no dia 4 de junho, a guarnição francesa em Génova capitulou. Os sobreviventes da guarnição, cerca de 7 000 homens (dos 12 000 iniciais) sob o comando de Massena, marcharam para França. Melas marchou para Turim e ali teve conhecimento de que Bonaparte tinha cortado a sua linha de comunicações e avançava na sua direção. Assim, começou a concentrar em Alexandria as forças que tinha disponíveis, com o objetivo de atacar o exército francês e restaurar a sua linha de comunicações com a Áustria.
Registaram-se alguns combates entre tropas francesas e austríacas, em geral com vantagem para os franceses. Os austríacos iam recuando em direção a Alexandria. Bonaparte pensou que o general Melas se encontrava ainda em Turim, que queria evitar o combate com o exército francês e que o seu objetivo era retirar em direção à única saída que lhe restava, o porto de Génova. Assim, Napoleão passou a maior parte das suas tropas para sul do rio Pó e avançou em direção a Alexandria. No dia 14 de junho, inesperadamente, Bonaparte viu-se confrontado com forças mais numerosas em Marengo, 4 km a leste de Alexandria. A Batalha de Marengo foi a mais sangrenta batalha desta campanha. Perante o sucesso inicial das tropas austríacas, os franceses conseguiram reunir mais forças, reagir e transformar a derrota em vitória. Depois desta batalha, os austríacos não ofereceram mais resistência ao avanço francês. Melas negociou a capitulação. Esta vitória francesa destruiu a vontade dos austríacos em continuarem a guerra e deu a Napoleão Bonaparte o peso político que ele necessitava para regressar a Paris e confirmar a sua posição como líder dos Franceses.

#### A guerra na Alemanha

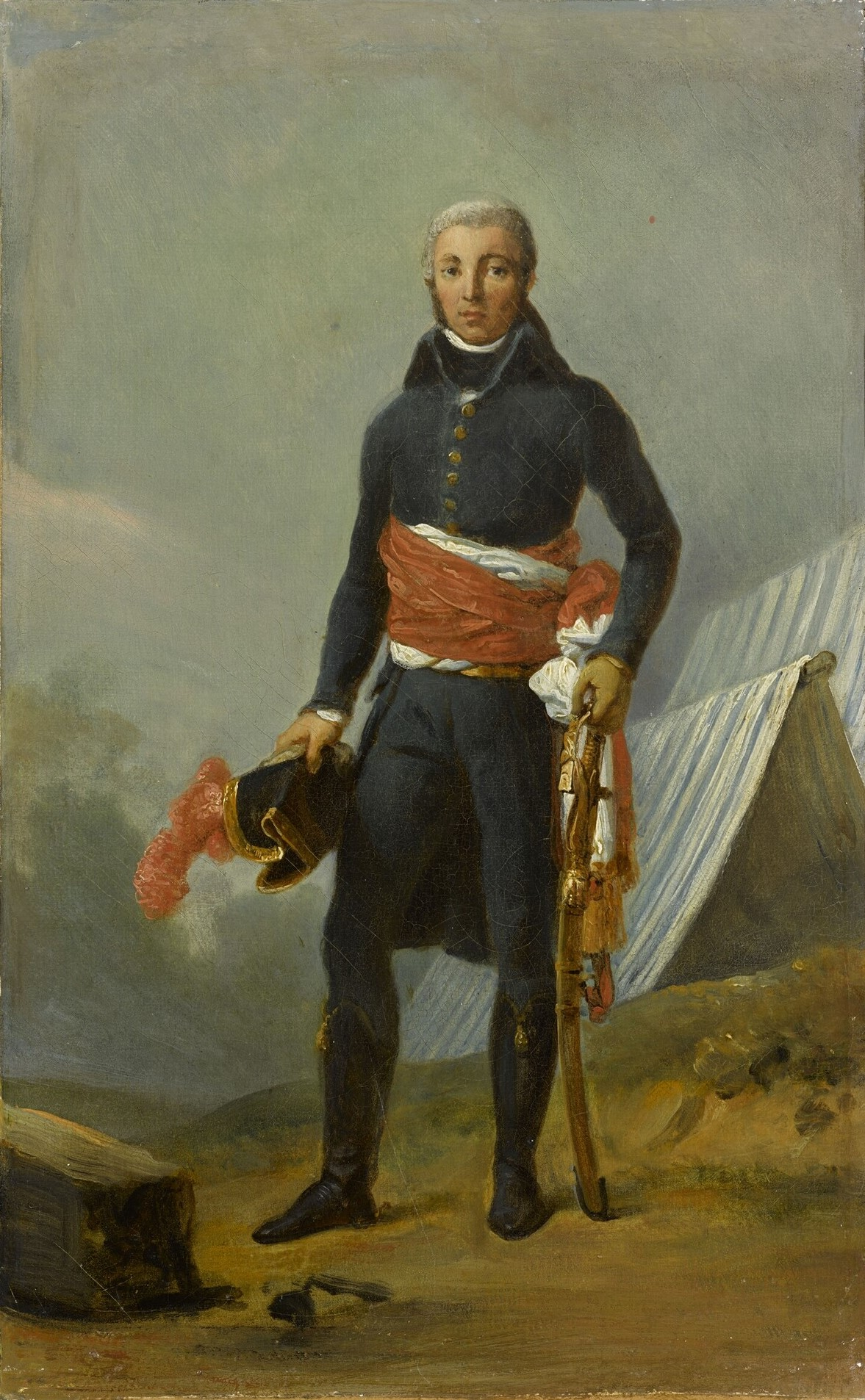
General Jean Victor Moreau, comandante das forças francesas na Alemanha

Em maio de 1800, o Exército do Reno, sob o comando do general Moreau, avançou na Alemanha e derrotou os austríacos em Büsingen e Hohentwiel (1 de maio), Engen e Stockach (3 de maio), Mösskirch (5 de maio), Biberach (9 de maio), Ulm (16 de maio), junto ao rio Iller (5 de junho), Höchstädt (19 de junho) e Neuburg (27 de junho). O seu objetivo era Munique. Entretanto tinha sido anunciada a vitória francesa em Marengo. Até novembro não se registaram mais combates e o general Kray foi substituído pelo arquiduque João da Áustria. As operações recomeçaram em dezembro com uma vitória austríaca no combate de Ampfing (1 de dezembro), mas com uma importante vitória francesa, dois dias mais tarde, na Batalha de Hohenlinden. Entretanto, um exército francês invadiu o Tirol, a partir da Suíça, e o Exército de Reserva, em Itália, agora sob comando do general Guillaume Marie-Anne Brune, avançou para as passagens nos Alpes Julianos.
Após a Batalha de Hohenlinden ainda se registaram combates em Rosenheim (9 de dezembro), Salzburgo (14 de dezembro), Neumarkt (16 de dezembro), Frankenmarkt (17 de dezembro), Schwanenstadt e Vöcklabruck (18 de dezembro), Lambach (19 de dezembro) e Kremsmünster (20 de dezembro). Apenas o combate em Salzburgo não foi uma vitória francesa. No dia 25 de dezembro, os austríacos aceitaram os termos da paz e, a 9 de fevereiro de 1801, foi assinado o Tratado de Lunéville, que reafirmava os termos do Tratado de Campoformio. A Áustria retirava-se assim da Coligação e ficava o Reino da Grã-Bretanha como a única grande potência que se mantinha em guerra com a França.

#### A guerra em Portugal

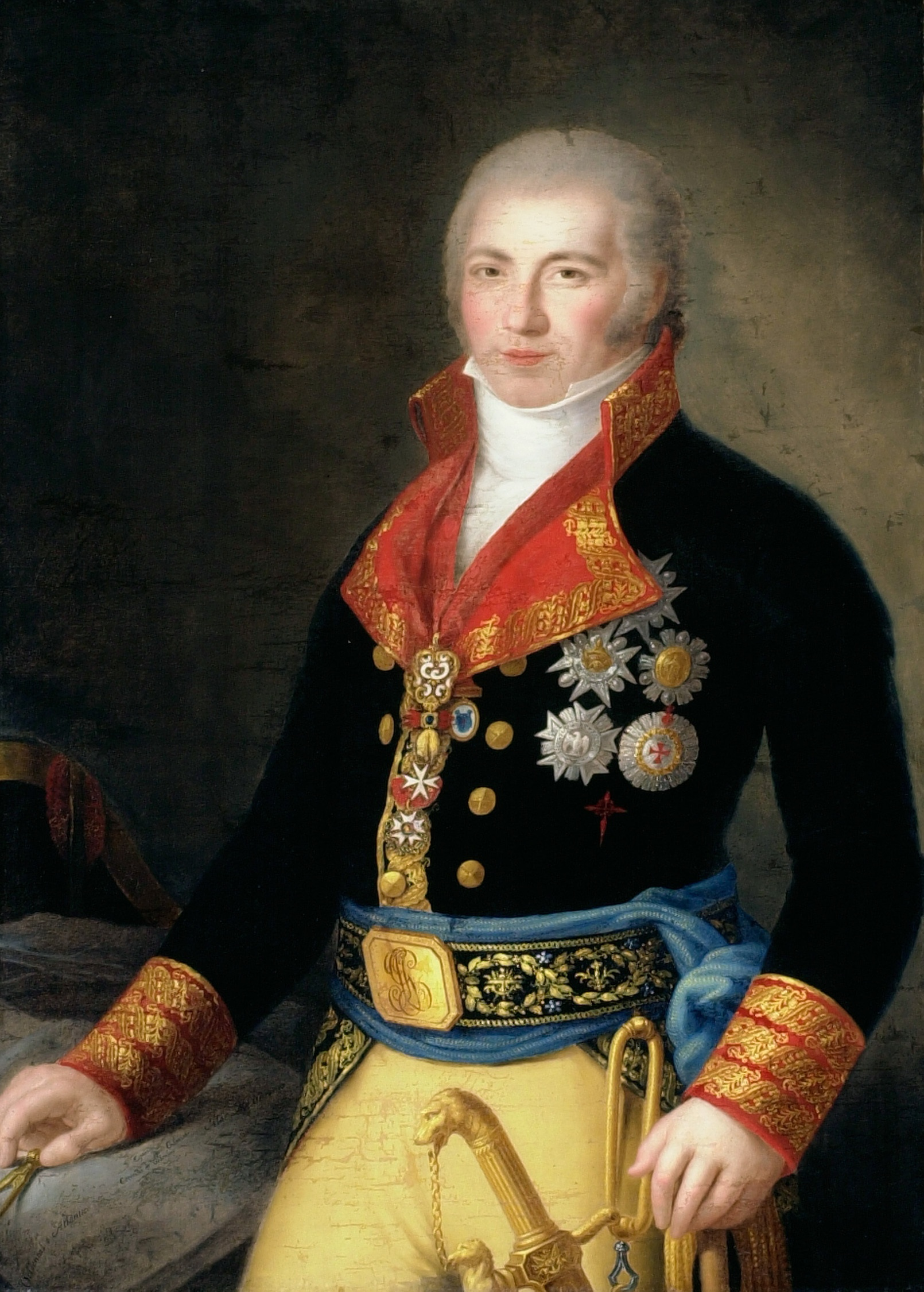
Manuel de Godoy, o chefe do governo espanhol teve uma intervenção polémica na invasão de Portugal. A polémica mantém-se na historiografia atual

Portugal foi invadido por tropas espanholas a 20 de maio de 1801. Nesta altura já a França tinha estabelecido a paz com a Áustria mas não com a Grã-Bretanha, e é neste âmbito que se dão os acontecimentos da chamada Guerra das Laranjas. Para pressionar a Espanha, sua aliada, a França enviou um corpo de tropas destinado a colaborar na invasão de Portugal. No entanto, a guerra foi curta pois os portugueses não estavam em condições de se defenderem dos invasores espanhóis, a menos que os seus aliados britânicos enviassem tropas suficientes. As tropas espanholas ocuparam algumas fortalezas, a maior parte sem que se registasse uma resistência minimamente aceitável. Perante a possibilidade de ocupação de parte importante do território e não desejando prolongar a guerra até ao ponto em que as tropas francesas tivessem tempo para atravessar a Espanha e intervir na guerra, o governo português assinou com a Espanha e a França o Tratado de Badajoz, nos termos do qual Portugal perdeu o território de Olivença. Napoleão rejeitou os termos do tratado e, por isso, a paz com a França só foi confirmada no Tratado de Madrid.

## O fim da Segunda Coligação
William Pitt tinha proposto que a Grã-Bretanha, a Rússia e a Áustria se comprometessem a não fazer a paz com a França separadamente. Essa situação tinha acontecido durante a Guerra da Primeira Coligação e tinha facilitado a vitória francesa. No entanto, as três potências não assinaram nenhum compromisso nesse sentido. O insucesso da expedição na Holanda e as derrotas sofridas na Suíça levaram o czar Paulo I a retirar a Rússia da Coligação, a 22 de outubro de 1799. No dia 16 de outubro, Napoleão Bonaparte, que tinha deixado o Egito, chegou a Paris e, menos de um mês depois, a 10 de novembro, assumiu as funções de Primeiro Cônsul. Napoleão manobrou por forma a provocar mais divisões entre os seus inimigos. Quando a Rússia se retirou da guerra, a França detinha 7 000 prisioneiros russos. Napoleão enviou esses prisioneiros para a Rússia, completamente equipados e sem procurar nenhuma compensação. Além disto, Napoleão propôs que a ilha de Malta ficasse sob proteção russa. Paulo I tinha sido eleito recentemente Grão-Mestre dos Cavaleiros de Malta e a guarnição francesa da ilha estava bloqueada em Valeta pelas forças britânicas. A guarnição francesa rendeu-se no dia 5 de setembro de 1800. Em 1798, ao preparar-se a formação da Segunda Coligação, o governo britânico tinha prometido entregar a ilha aos russos. Como a Rússia se retirou da Coligação, os britânicos mantiveram-se na posse da ilha. A reação russa foi criar a Segunda Liga da Neutralidade Armada, que se opunha ao poder marítimo britânico. Paulo I da Rússia foi assassinado a 11 de março de 1801 e sucedeu-lhe o seu filho Alexandre I. A diferença de política seguida pelos monarcas russos deitou por terra as tentativas de reaproximação feitas por Napoleão.
Com o abandono da coligação por parte da Rússia, os austríacos ficaram mais dependentes do apoio britânico. Os negócios estrangeiros da Áustria estavam entregues, desde 1793, a Johann Amadeus Francis de Paula, Barão Thugut. Este ministro obteve da Grã-Bretanha, em junho de 1800, um apoio adicional de dois milhões de libras, com a condição de a Áustria não concluir uma paz separada com a França. No entanto, a vitória de Napoleão na Batalha de Marengo (14 de junho de 1800) conduziu as negociações para um armistício entre a França e a Áustria e, após a derrota austríaca na Batalha de Hohenlinden (3 de dezembro), a paz foi concluída nos termos do Tratado de Lunéville. A guerra prosseguiu apenas entre a França e a Grã-Bretanha. Os termos do tratado enfraqueceram o poder austríaco e muitos dos pequenos estados alemães voltaram-se para França. O Sacro Império Romano-Germânico aproximava-se do seu fim.
A França e a Inglaterra assinaram a 1 de outubro de 1801 uma convenção preliminar com disposições previstas para o fim das hostilidades entre as duas potências. A paz foi formalmente estabelecida no dia 27 de março de 1802 com a assinatura do Tratado de Amiens.